# Боу (хребет)
Хребет Боу (англ. Bow Range) — гірський хребет Канадських скелястих гір в Альберті та Британській Колумбії. Хребет названий отримав назву від річки Боу, і її було офіційно затверджено 31 березня 1917 р. Географічною радою Канади.
Є частиною основної зони Банфф — озеро Луїза Південного континентального хребта, розташованої на континентальному вододілі, на захід від долини річки Боу, у національному парку Банф та Кутеней.
Хребет займає 717 км², має довжину 34 км (з півночі на південь) і максимальну ширину 43 км. Найвища вершина — гора Темпл, висотою 3543 м. Хребет також охоплює Долину десяти вершин, найвища з котрих — гора Гангабі заввишки 3492 метри. Наявні також відомі пішохідні зони.

## Вершини та гори

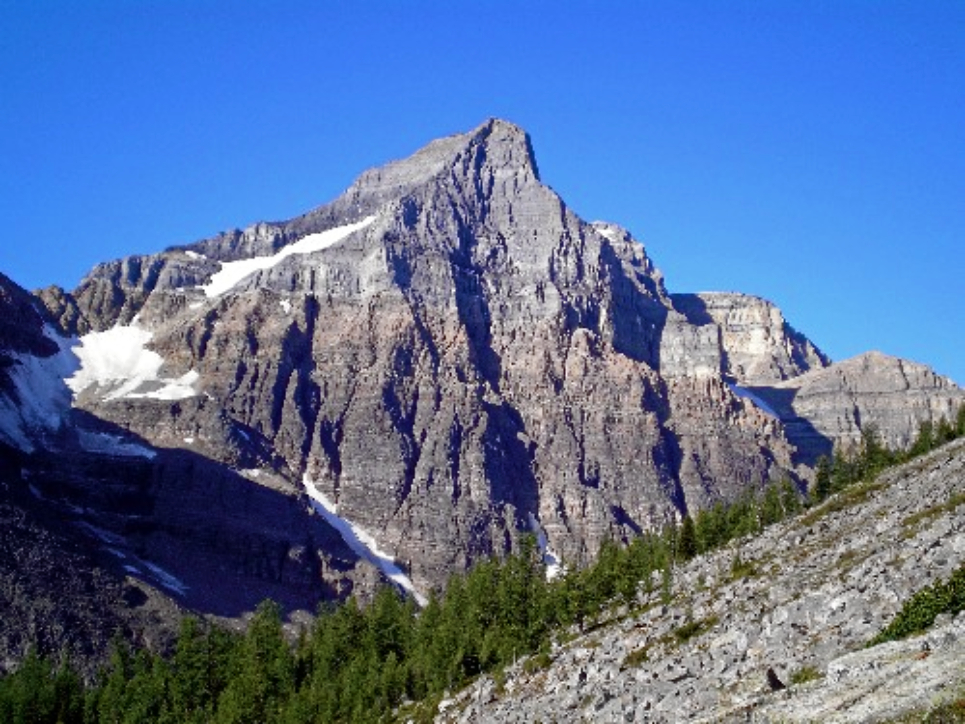
Пік Гаддо

| Вершина             | Висота, м | Відносна, м | Найпростіший маршрут                      |
| ------------------- | --------- | ----------- | ----------------------------------------- |
| Гора Темпл          | 3543      | 1544        | Помірної класифікації на пд.зх. схилі     |
| Гора Гунгабі        | 3492      | 987         | МСАА III 5.4 на західному кряжі           |
| Гора Вікторія       | 3464      | 547         | МСАА II на хребті, південна вершина       |
| Дельтаформ          | 3424      | 822         | МСАА II 5.5 на північному хребті          |
| Гора Лефрой         | 3423      | 417         | МСАА II на західному боці                 |
| Гора Губера         | 3368      | 168         |                                           |
| Гора Біддл          | 3320      | 731         |                                           |
| Гора Нептук         | 3241      | 151         |                                           |
| Гора Фей            | 3235      | 389         |                                           |
| Гора Оудерей        | 3137      | 627         |                                           |
| Гора Бейбл          | 3110      | 200         | МСАА IV 5.10 A1 на східному боці          |
| Гора Овен           | 3083      |             |                                           |
| Гора Пінакл         | 3070      |             |                                           |
| Пік Чімней          | 3002      | 137         |                                           |
| Гора Вайт           | 2983      | 140         | Високої складності або за Перреном II 5.6 |
| Гора Ніблок         | 2976      | 142         | Помірно складна                           |
| Гора Белл           | 2932      | 225         |                                           |
| Гора Святого Пірана | 2649      | 187         | Пішохідна стежка                          |

## Дивитися також
- Хребти Канадських скелястих гір